# Eudistoma costai
Eudistoma costai är en sjöpungsart som först beskrevs av Della Valle 1877.  Eudistoma costai ingår i släktet Eudistoma och familjen Polycitoridae. Inga underarter finns listade i Catalogue of Life.